# Myuchelys bellii
Myuchelys bellii – gatunek żółwia bokoszyjnego z rodziny matamatowatych (Chelidae). Endemit zamieszkujący jedynie trzy rzeki australijskie: Namoi, Gwydir i Macdonald w północno-wschodniej części stanu Nowa Południowa Walia oraz strumień Bald Rock Creek w przyległej, skrajnie południowo-wschodniej części stanu Queensland. Wymiary karapaksu: do 22,7 cm u samców, do 30,0 cm u samic.